# Crèvecœur-sur-l'Escaut
Crèvecœur-sur-l'Escaut é uma comuna francesa na região administrativa de Altos da França, no departamento do Norte. Estende-se por uma área de 19.06 km². Em 2010 a comuna tinha 795 habitantes (densidade: 41,7 hab./km²).